# Trichaulax philipsii
Trichaulax philipsii är en skalbaggsart som beskrevs av Schreibers 1802. Trichaulax philipsii ingår i släktet Trichaulax och familjen Cetoniidae. Inga underarter finns listade i Catalogue of Life.